# Koło (przedsiębiorstwo)
Koło (zapis stylizowany: KOŁO) (dawniej Zakłady Wyrobów Sanitarnych Koło, w latach 1993–2015 Sanitec Koło) – polskie przedsiębiorstwo i marka wyrobów sanitarnych w Kole. Od 2015 roku marka Koło jest własnością przedsiębiorstwa Geberit.

## Historia
Zakłady Wyrobów Sanitarnych Koło wybudowano w 1962 roku. W latach 1963–1974, po połączeniu z Zakładami Fajansu przedsiębiorstwo działało jako Zakłady Ceramiki Koło. W 1974 roku Zakłady Fajansu włączono w skład Włocławskich Zakładów Ceramiki Stołowej, a Zakłady Wyrobów Sanitarnych stały się częścią kombinatu Zjednoczone Zakłady Ceramiki Płytek i Wyrobów Sanitarnych „Cersanit”. W 1975 roku przy zakładzie otwarto 3-letnią zasadniczą szkołę zawodową malarek. W 1987 roku w zakładach nagrano odcinek Polskiej Kroniki Filmowej.
W 1991 roku przedsiębiorstwo przekształciło się w jednoosobową spółkę Skarbu Państwa, a 22 stycznia 1993 roku 80% udziałów w spółce zakupił fiński koncern Sanitec. Pracownicy firmy otrzymali gwarancję zatrudnienia oraz pierwszeństwo w nabyciu od Skarbu Państwa pozostałych 20% udziałów. W momencie sprzedaży firma zatrudniała 320 osób i produkowała ponad 295 tysięcy sztuk wyrobów rocznie.
W latach 1993–1995 przeprowadzono gruntowną modernizację ZWS w Kole. W 1995 roku zakład produkował już ponad 500 tysięcy sztuk wyrobów rocznie. Od 1995 roku w Polsce zaczęły powstawać także salony prezentujące produkty marki. W latach 1996–2000 zmodernizowano przygotowalnie masy oraz rozbudowano odlewnię, sortownię, piecownię oraz stację sprężarek. W sierpniu 1997 roku przy udziale pracowników z Zakładów Wyrobów Sanitarnych Koło otwarto nowy zakład produkcyjny Sanitecu we Włocławku. W 2001 roku firma Sanitec Koło znalazła się na 80 miejscu rankingu Gazele Biznesu.
W latach 2005–2006 trwała budowa drugiego zakładu w Kole. W związku z rozwojem marki dokonano rozszerzenia Łódzkiej Strefy Ekonomicznej, aby ta obejmowała również Koło. W 2009 roku moce produkcyjne fabryk w Kole wynosiły 2 miliony sztuk wyrobów rocznie. Również w 2006 roku otwarto fabrykę produkującą wyroby marki Koło w Sławucie na Ukrainie. W 2009 roku w zakładach marki Koło w Polsce pracowało 1500 osób, a na Ukrainie kolejne 2000.
W 2019 w Muzeum Technik Ceramicznych w Kole odbyła się wystawa „Ceramika spod znaku Pingwina”, podczas której wystawiano ceramikę produkowaną w ZWS w Kole.

## Nagrody
- 1997 – znak Dobry Wzór 97 przyznawany przez Zespół Ekspertów Instytutu Wzornictwa Przemysłowego[10]
- 1999 – Nagroda Gospodarcza Prezydenta RP w kategorii „Inwestycja zagraniczna w Polsce”[13]
- 1999 – Złota Statuetka Lidera Polskiego Biznesu ’99 (przyznawana przez Business Centre Club)[14]
- 2000 – znak Dobry Wzór 2000[15]
- 2000 – Złoty Medal Międzynarodowych Targów Instalacji Budowlanych i Wyposażenia Łazienek[15]
- 2000 – Złoty Cerfyfikat Fair Play przyznawany przez Krajową Izbę Gospodarczą[16]
- 2001 – Medal „Przyjaciel Integracji”[14][17]
- 2002 – dwa Złote Medale Międzynarodowych Targów Poznańskich[18]